# Алекс Луна
А́лекс Луна настоящее имя Тищенко Александр Викторович (род. 2 марта 1986 год, Охотск) — украинский эстрадный певец, обладатель уникального голоса — контратенора (мужское сопрано).

## Биография и творчество
Александр Тищенко родился 2 марта 1986 года в п.г.т. Охотск, Хабаровский край (РФ). В 1995 г. с семьёй переехал жить в г. Бахмач (Черниговская область, Украина), а в 1999 г. в Киев.
В 2001 году Поступил в Киевский институт музыки им. Р. М. Глиэра, который окончил в 2005 г. по классу Академического вокала).
В 2003 году Александр Злотник приглашает Алекса на одну из главных ролей (Голос южных морей) в первый украинский крупнобюджетный мюзикл «Экватор» — «кузницу» современного украинского шоубизнеса (в основном составе пели Светлана Лобода, Тина Кароль, Василий Бондарчук, Василий Лазарович).
Первый профессиональный контракт Alex Luna подписывает с продюсерским центром Catapult music в 2007 г. В результате сотрудничества в декабре 2008 г. выходит дебютный альбом «Свет луны». В альбом вошла перепетая Алексом классика (музыкальная тема из фильма «Завтрак у Тиффани», «Ave Maria» и др.), а также композиции, которые ранее никто не слышал. Альбом «Свет луны» не получил широкого распространения на Украине, потому что слишком отличался по своей стилистике и содержанию от общей массы работ украинских артистов. Зато в Германии, Норвегии и Швейцарии он пользовался успехом.
Презентация альбома и третьего видеоклипа проходит в Колонном зале Киевской городской администрации. Дебютный клип на песню «Свет Луны», давшую название альбому, снимал режиссёр Анхель Грасиа, работавший с такими мировыми звёздами как Мадонна и «Enigma».
Уникальным голосом Алекса Луны заинтересовался легендарный композитор, основатель итальянского диско, Клаудио Симонетти. Маэстро долго искал исполнителя, голос которого сочетался бы с необычной таинственностью музыкального стиля, в котором работает Симонетти. И когда композитор услышал пение молодого украинского исполнителя Alex Luna, маэстро поспешил приехать в Киев, чтобы лично познакомится с певцом.
На счету Alex Luna участие в гала-концертах, посвящённых окончанию Второй мировой войны (2007—2010 годы), совместный тур с прима-балериной Большого театра Анастасией Волочковой (2010 г.), выступления на вручении премии «Овация» (2008 г.) и выступления на Leipzig Opera Ball (2011 г.)
С 2009 года Alex Luna сотрудничает с Антоном Сова, менеджером компании Туарон. Результатом этого сотрудничества стало издательство музыкальным лейблом Туарон сингла "Руки к небесам" и дальнейшее управление авторскими правами артиста
В 2009 г. Alex Luna получил премию Человек года Приднепровья. Обладая незаурядной внешностью Alex Luna не раз оказывался на обложках журналов («10 дней», «Whats’on», «Gallery», «Красота и бизнес», «Ювелирный бизнес»), принимал участие в фотосессиях («Elle Ukraine», «L’Officiel Ukraine», «Story» мн.др.), выходил на подиум на UFW и был лицом дома моды Lugaru.
Традиционным стало выступление Алекса Луны с детским ансамблем на открытии главной ёлки Украины.
Псевдоним Alex Luna был придуман режиссёром Анхелем Грасиа во время съёмок клипа «Свет луны» по двум причинам: во избежание путаницы, ещё свежа была память об эстрадном певце 90-х Александре Тищенко, исполнителе песни «Прима-балерина»; этот псевдоним больше соответствовал образу и колориту артиста.
В данный момент Alex Luna в основном живёт и работает в Украине.

## Благотворительность
В июне 2008 г. в рамках проекта «Наши дети» фонда «Україно! Я за тебе!» в столичном ночном клубе Disco Radio Hall прошла вечеринка «Бантик.party» с участием звезд украинского шоу-бизнеса, в том числе Алекса Луны, и благотворительный аукцион. Мероприятие организовано в поддержку школы-интерната села Бабанка (Уманского района Черкасской области), где живут и обучаются 112 детей с умственными отклонениями.
Совместно с Мариам Реентенко, которая в свои 18 лет опекает детский дом «Любисток», Alex Luna пригласил детей из детского дома на презентацию своего дебютного альбома и нового клипа, которая состоялась в декабре 2008 г., Алекс также принял решение помогать Мариам в их обеспечении и образовании.
В сентябре 2011 г. Alex Luna стал Послом доброй воли Национальной информационной кампании «Не дай СПИДу шанс» организованной Министерством Здравоохранения Украины и GIZ. На концерте в Киеве, проведенном в рамках кампании, Alex Luna и Vlada Crystal исполнили песню «Небеса».
В 2011 году Alex Luna также выступил на 3-м президентском благотворительном балу в Алматы (Казахстан) и на открытии 10-го юбилейного бала Gala Aids в Берлине (Германия).

## Клипы
- 2007 — Свет Луны, английский вариант: Moonlight (режиссёр — Анхель Грасиа)

Дебютный клип Алекса стал сенсационной видео-работой для Украины. Идею предложил Анхель Грасиа, режиссёр, известный своими видео-работами для Перис Хилтон, «Enigma», Мадонны. За основу был избран сюжет романа романтического фантаста Эдгара По — «Маска красной смерти». Анхель показал в клипе на песню «Свет Луны», как принц, окруженный шикарной свитой, отказывается от нелепых игр, пафосных зрелищ в своем замке. Он уверенно переходит из одной комнаты в другую, чтобы прекратить лицедейство. Но в итоге обнаруживает, что одним из персонажей карнавала является он сам.
- 2008 — Ночь, английский вариант: Night (режиссёр — Евгений Тимохин)

Евгений Тимохин предложил необычное решение: оттенить эмоциональную окраску текста компьютерной графикой. А именно иглами, прошивающими исполнителя красными нитями. В конце музыкальной истории, глаза певца закрыты, а рот зашит этими красными нитями. Этот акт имеет глубокий философский смысл.
- 2008 — Руки к небесам (режиссёр — Алексей Федосов).

Презентация клипа совпала с презентацией альбома «Свет луны». Алекс является автором музыки и текста данной композиции, кроме того, сам выбирал локацию для съемок клипа и разрабатывал свой стиль и образ главной героини. Ею стала IT-girl Мариам Реентенко.
- 2010 — Небеса

## Дискография
- 2008 — Свет Луны[27].

## Синглы
- 2007 — Свет Луны
- 2008 — Ночь
- 2008 — Руки к небесам[14]
- 2009 — Mystery night
- 2010 — Небеса